# Илия Митрович
Илия Митрович (на сръбски: Илија Митровић) е сърбски ускок, (? - ок.1693/1694), родом от някое от селата на историко-географския район Буковица.
Син е на войводата Янко Митрович, който служи от 1648 до смъртта си през 1659 г. в паравоенните венециански войски, воюващи против османците. Илия има още двама братя, също ускоци - Стоян Янкович Митрович и Завиша Митрович.
Венецианската власт не успява да го привлече да ѝ служи, тъй като той избира да се сражава самостоятелно срещу турците включително по време на примирията сключвани между Османската империя и Венецианската република. След турското поражение в битката при Виена през 1693 г. Илия организира въстание против тях в Далмация. Очевидно заради отказа си да сътрудничи на венецианците е отровен от тях през 1693 или 1694 г.